# Звенячин
Звенячин (укр. Звенячин) — село в Кострижевской поселковой общине Черновицкого района Черновицкой области Украины.

## История
В июле 1995 года Кабинет министров Украины утвердил решение о приватизации находившегося здесь совхоза.
Население по переписи 2001 года составляло 954 человека.
До 2020 года входило в Заставновский район